# Шенон (Ирска)
Шенон (енгл. Shannon, ир. Baile na Sionnainne) је град у Републици Ирској, у западном делу државе. Шенон је у саставу округа округа Клер, где је други по величини град.
Шенон је млад град, који је права града стекао тек 1982. године. Данас је Шенон најпознатији по истоименом аеродрому, трећем по важноти у Републици Ирској.

## Природни услови
Град Шенон се налази у западном делу ирског острва и Републике Ирске и припада покрајини Манстер. Град је удаљен 220 километара западно од Даблина. 
Шенон је смештен у равничарском подручју западне Ирске. Надморска висина средишњег дела града је око 6 метара. Енис се развио на естуарском ушћу реке Шенон. Река се ту улива у Лимерички залив, део Атлантског океана.
Клима: Клима у Шенону је умерено континентална са изразитим утицајем Атлантика и Голфске струје. Стога град одликује блага и веома променљива клима.

## Историја
Подручје Шенона било насељено већ у време праисторије. Међутим, данашње насеље настало је тек 1960-их година, на месту мочвара уз ушће реке Шенон. Ту је образовано пристаниште са слободном радном зоном и новим аеродромом. Назив града настао је имена реке. Како је то довело бројну радну снагу, образовано је ново насеље, које је 1982. године добило градска права.
Данас се Шенон и даље развија, али има низ тешкоћа везаних за „младе“ градове (недостатак „правог“ средишта града, послератна изградња у лошем стању итд.).

## Становништво
Према последњим проценама из 2011. г. Шенон је имао око 9,5 хиљада становника у граду. Последњих година број становника у граду се повећава.

## Привреда
Шенон је настао као саобраћајно (лука, аеродром) и индустријско средиште. Градска привреда и данас се заснива на овим делатностима.